# Ami Sohrei
Ami Miura (三浦 亜美, Miura Ami, nascida em 20 de março de 1997), mais conhecida pelo nome de ringue Ami Sohrei (壮麗 亜美, Sōrei Ami), é uma lutadora profissional japonesa. Ela trabalha atualmente para a World Wonder Ring Stardom, onde é membro do grupo God's Eye.
Sohrei conquistou uma vez o Future of Stardom Championship e uma vez do Goddesses of Stardom Championship.

## Carreira na luta livre profissional

### Actwres girl'Z (2020-2021)
Sohrei fez sua estreia no wrestling profissional em 14 de agosto de 2020, quando foi derrotada por Noki-A no AWG Act In Korakuen Hall, um evento promovido pela Actwres girl'Z (AWG). Enquanto estava na AWG, Sohrei participou do show Action Ring Girls, onde se apresentou como Tokiwa na facção Kaguya. Em 18 de dezembro de 2021, Sohrei lutou em sua última partida pela AWG, onde derrotou Miyuki Takase.

### Circuito independente (2020–presente)
Sohrei também é conhecida por seu trabalho na cena independente japonesa. Ela participou da edição de 2021 da divisão Young Block Oh! Oh! do torneio Catch the Wave da Pro Wrestling Wave, onde terminou em segundo lugar no Bloco A, com uma pontuação total empatada em cinco pontos com a vencedora Tomoka Inaba, além de ter lutado contra Momo Kohgo e Shizuku Tsukata. Ela também competiu na Ice Ribbon no New Ice Ribbon #1152 em 176BOX, em 17 de outubro de 2021, onde fez equipe com Akane Fujita em uma derrota para Thekla e Misa Matsui.  Na terceira noite do evento Keep Burning da Sendai Girls' Pro Wrestling, em 21 de outubro de 2021, Sohrei formou uma dupla com Ayame Sasamura em uma luta perdida contra o Team 200kg (Chihiro Hashimoto e Yuu).

### World Wonder Ring Stardom (2022–presente)
Sohrei estreou na World Wonder Ring Stardom na primeira noite do World Climax 2022, em 26 de março de 2022, quando foi anunciada como o primeiro membro do novo grupo de Syuri, God's Eye. Sohrei fez sua primeira luta na promoção em 3 de abril, onde perdeu para Syuri na primeira rodada do Torneio Cinderella de 2022. No Fight in the Top, em 26 de junho, Sohrei, Syuri e Mirai desafiaram sem sucesso Oedo Tai (Saki Kashima, Momo Watanabe e Starlight Kid) e Donna Del Mondo (Giulia, Maika e Mai Sakurai) pelo Artist of Stardom Championship. Sohrei se qualificou para o 2022 5 Star Grand Prix ao vencer uma liga de qualificação, onde marcou um total de oito pontos. Em 9 de outubro, no New Blood 5, Sohrei venceu o Future of Stardom Championship ao derrotar Hanan. Durante seu reinado, Sohrei defendeu com sucesso o Future of Stardom Championship contra várias desafiantes, entre elas Mai Sakurai, Lady C e uma ex-campeã, Ruaka.
Em 23 de abril de 2023, no All Star Grand Queendom, Sohrei e Mirai formaram uma equipe sob o nome de The New Eras e conquistaram o Goddesses of Stardom Championship ao derrotar o 7Upp. No New Blood 8, em 12 de maio, Sohrei perdeu o Future of Stardom Championship para Rina, encerrando seu reinado de 205 dias. No Sunshine 2023, em 25 de junho, The New Eras perderam o Goddesses of Stardom Championship para Rose Gold, encerrando seu reinado de 63 dias.
No New Years Stars 2024, em 3 de janeiro de 2024, Sohrei, Mirai e Syuri, juntas conhecidas como Abarenbo GE, participaram do Triangle Derby de 2024. Elas derrotaram o Baribari Bombers na final para conquistar o torneio e o Artist of Stardom Championship.

## Títulos e prêmios
- Pro Wrestling Illustrated
  - PWI a colocou na #109ª posição das 250 melhores lutadoras individuais no PWI Women's 250 em 2023[21]
- World Wonder Ring Stardom
  - Future of Stardom Championship (1 vez)[22]
  - Goddesses of Stardom Championship (1 vez) – com Mirai[17]
  - Artist of Stardom Championship (1 vez) – com Syuri e Mirai
  - Triangle Derby (2024) – com Syuri e Mirai